# Draft WNBA 2010
2009 2011
La draft WNBA 2010 est la cérémonie annuelle de la draft WNBA lors de laquelle les franchises de la WNBA choisissent les joueuses dont elles pourront négocier les droits d’engagement.
Le choix s'opère dans un ordre déterminé par le classement de la saison précédente, les équipes les plus mal classés obtenant les premiers choix. Sont éligibles les joueuses américaines ou scolarisées aux États-Unis allant avoir 22 ans dans l'année calendaire de la draft, ou diplômées ou ayant entamé des études universitaires quatre ans auparavant. Les joueuses « internationales » (ni nées ni ne résidant aux États-Unis) sont éligibles si elles atteignent 20 ans dans l'année suivant la draft.
La draft est organisée le 8 avril 2010.
Une loterie est organisée le 5 novembre 2009 pour déterminer l’ordre d’attribution des choix de sélection. Le Lynx du Minnesota obtient le premier choix de sélection de la draft (avant un échange avec le Sun). Les Monarchs de Sacramento obtiennent le deuxième choix. Le Sun du Connecticut obtient le troisième choix, suivi par le Lynx du Minnesota de nouveau, puis le Sky de Chicago avec le choix numéro cinq.
L’équipe des Monarchs ayant été dissoute après que la draft a eu lieu, leur choix est supprimé.

## Draft de dispersion
Le 20 novembre 2009, la ligue annonce la disparition des Monarchs de Sacramento. Une draft de dispersion est alors organisée le 14 décembre 2009 afin de répartir les joueuses des Monarchs dans les autres équipes de la ligue.
| Rang | Joueuse            | Nationalité | Nouvelle équipe             |
| ---- | ------------------ | ----------- | --------------------------- |
| 1    | Nicole Powell      | États-Unis  | Liberty de New York         |
| 2    | Rebekkah Brunson   | États-Unis  | Lynx du Minnesota           |
| 3    | DeMya Walker       | États-Unis  | Sun du Connecticut          |
| 4    | Courtney Paris     | États-Unis  | Sky de Chicago              |
| 5    | Laura Harper       | États-Unis  | Silver Stars de San Antonio |
| 6    | Kristin Haynie     | États-Unis  | Mystics de Washington       |
| 7    | Scholanda Robinson | États-Unis  | Shock de Tulsa              |
| 8    | Pas de sélection   |             | Sparks de Los Angeles       |
| 9    | Pas de sélection   |             | Dream d'Atlanta             |
| 10   | Chelsea Newton     | États-Unis  | Storm de Seattle            |
| 11   | Pas de sélection   |             | Fever de l'Indiana          |
| 12   | Pas de sélection   |             | Mercury de Phoenix          |

Trois anciennes joueuses des Monarchs, Kara Lawson, Hamchétou Maïga-Ba et Ticha Penicheiro, étaient agents libres, et donc non éligibles pour cette draft.

## Loterie
La loterie de sélection afin de déterminer l’ordre des cinq premiers choix de la draft 2010 s’est tenue le 5 novembre 2009. Le Lynx du Minnesota gagne le premier choix, tandis que les Monarchs de Sacramento et le Sun du Connecticut remportent respectivement les deuxième et troisième choix. Le reste des choix du premier tour et l’ensemble des choix des deuxième et troisième tours sont assignés aux équipes dans l’ordre inverse du bilan de la saison 2009.
| Équipe                            | Bilan 2009 | Chances à la loterie | Rang   | Rang   | Rang   | Rang   | Rang   |
| Équipe                            | Bilan 2009 | Chances à la loterie | 1er    | 2e     | 3e     | 4e     | 5e     |
| --------------------------------- | ---------- | -------------------- | ------ | ------ | ------ | ------ | ------ |
| Monarchs de Sacramento            | 12–22      | 420                  | 42,0 % | 30,2 % | 18,1 % | 97,1 % | 0,0 %  |
| Liberty de New York (à Minnesota) | 13–21      | 261                  | 26,1 % | 28,4 % | 24,6 % | 20,0 % | 8,0 %  |
| Lynx du Minnesota                 | 14–20      | 167                  | 16,7 % | 20,7 % | 26,3 % | 31,5 % | 4,8 %  |
| Sun du Connecticut                | 16–18      | 78                   | 7,6 %  | 10,3 % | 15,5 % | 38,8 % | 27,8 % |
| Sky de Chicago                    | 16–18      | 78                   | 7,6 %  | 10,3 % | 15,5 % | 0,0 %  | 66,6 % |

## Transactions
- 30 janvier 2009 : Les Mystics de Washington reçoivent le choix de second tour du Lynx du Minnesota dans le cadre du transfert de Lindsey Harding.
- 26 mars 2009: Les Sparks de Los Angeles reçoivent le choix de premier tour du Mercury de Phoenix dans le cadre du transfert de Temeka Johnson.
- 5 mai 2009 : Le Lynx du Minnesota reçoit le choix de premier tour du Liberty de New York (via les Sparks de Los Angeles) dans le cadre du transfert de Sidney Spencer et Noelle Quinn.
- 20 novembre 2009 : La ligue annonce la disparition des Monarchs de Sacramento. Le choix de draft des Monarchs est supprimé.
- 12 janvier 2010 : Le Sun du Connecticut reçoit le choix de premier tour du Lynx du Minnesota en échange de leur choix de second tour dans le cadre du transfert de Lindsay Whalen et Renee Montgomery[3].

## Draft

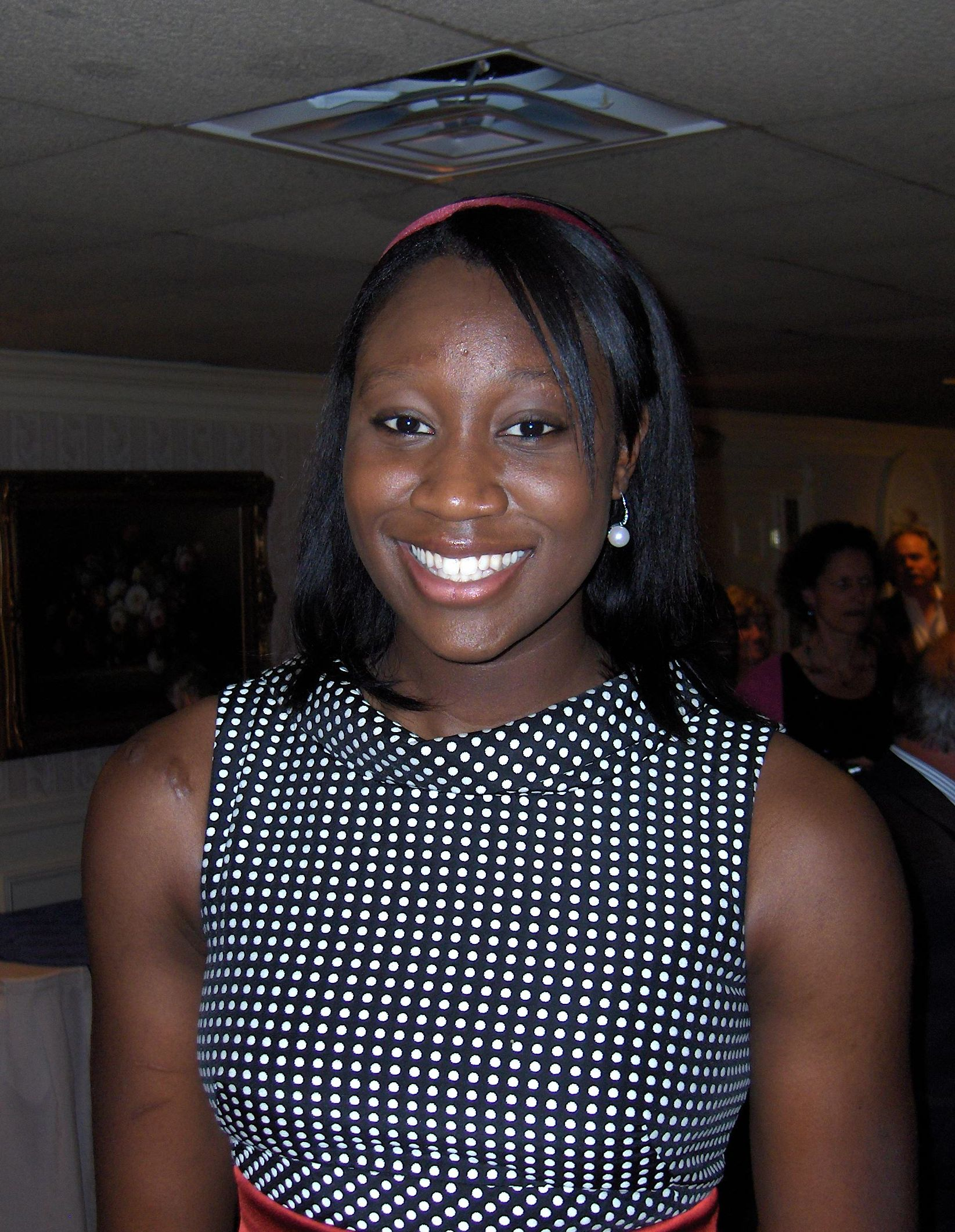
Tina Charles, 1er choix de la Draft 2010

### Légende
|   | Signale une joueuse qui a été intronisé au Basketball Hall of Fame                                                         |
|   | Signale une joueuse qui a été sélectionnée pour au moins un match annuel WNBA All-Star Game et une sélection All-WNBA Team |
|   | Signale une joueuse qui a été sélectionnée pour au moins un match annuel WNBA All-Star Game                                |
|   | Signale une joueuse qui a été sélectionnée pour au moins une sélection All-WNBA Team                                       |
| R | Signale la joueuse qui a remporté le titre de WNBA Rookie of the Year                                                      |

### Premier tour
| Choix | Nom              | Position      | Nationalité | Équipe                                                     | Provenance        |
| ----- | ---------------- | ------------- | ----------- | ---------------------------------------------------------- | ----------------- |
| 1     | Tina Charles R   | Pivot         | États-Unis  | Sun du Connecticut (via le Liberty, les Sparks et le Lynx) | UCONN             |
| 2     | Monica Wright    | Arrière       | États-Unis  | Lynx du Minnesota (via le Sun)                             | Virginie          |
| 3     | Kelsey Griffin   | Ailière       | États-Unis  | Lynx du Minnesota                                          | Nebraska          |
| 4     | Epiphanny Prince | Meneuse       | États-Unis  | Sky de Chicago                                             | Rutgers           |
| 5     | Jayne Appel      | Pivot         | États-Unis  | Silver Stars de San Antonio                                | Stanford          |
| 6     | Jacinta Monroe   | Pivot         | États-Unis  | Mystics de Washington                                      | Florida State     |
| 7     | Danielle McCray  | Arrière       | États-Unis  | Sun du Connecticut (via le Shock)                          | Kansas            |
| 8     | Andrea Riley     | Meneuse       | États-Unis  | Sparks de Los Angeles                                      | Oklahoma State    |
| 9     | Chanel Mokango   | Ailière forte | RD Congo    | Dream d'Atlanta                                            | Mississippi State |
| 10    | Alison Lacey     | Meneuse       | Australie   | Storm de Seattle                                           | Iowa State        |
| 11    | Jené Morris      | Meneuse       | États-Unis  | Fever de l'Indiana                                         | San Diego State   |
| 12    | Bianca Thomas    | Meneuse       | États-Unis  | Sparks de Los Angeles (via le Mercury)                     | Ole Miss          |

### Deuxième tour
| Choix | Nom               | Position | Nationalité | Équipe                              | Provenance        |
| ----- | ----------------- | -------- | ----------- | ----------------------------------- | ----------------- |
| 13    | Kalana Greene     | Meneuse  | États-Unis  | Liberty de New York                 | UCONN             |
| 14    | Jenna Smith       | Pivot    | États-Unis  | Mystics de Washington (via le Lynx) | Illinois          |
| 15    | Allison Hightower | Meneuse  | États-Unis  | Sun du Connecticut                  | LSU               |
| 16    | Ashley Houts      | Meneuse  | États-Unis  | Liberty de New York (via le Sky)    | Georgia           |
| 17    | Alysha Clark      | Meneuse  | Israël      | Silver Stars de San Antonio         | Middle Tennessee  |
| 18    | Shanavia Dowdell  | Ailière  | États-Unis  | Mystics de Washington               | Louisiana Tech    |
| 19    | Amanda Thompson   | Ailière  | États-Unis  | Shock de Tulsa                      | Oklahoma          |
| 20    | Angelica Robinson | Pivot    | États-Unis  | Sparks de Los Angeles               | Géorgie           |
| 21    | Brigitte Ardossi  | Ailière  | Australie   | Dream d'Atlanta                     | Georgia Tech      |
| 22    | Tanisha Smith     | Arrière  | États-Unis  | Storm de Seattle                    | Texas             |
| 23    | Armelie Lumanu    | Arrière  | RD Congo    | Fever de l'Indiana                  | Mississippi State |
| 24    | Tyra Grant        | Meneuse  | États-Unis  | Mercury de Phoenix                  | Penn State        |

### Troisième tour
| Choix | Nom                | Position | Nationalité | Équipe                      | Provenance        |
| ----- | ------------------ | -------- | ----------- | --------------------------- | ----------------- |
| 25    | Cory Montgomery    | Ailière  | États-Unis  | Liberty de New York         | Nebraska          |
| 26    | Gabriela Marginean | Ailière  | Roumanie    | Lynx du Minnesota           | Drexel            |
| 27    | Johannah Leedham   | Meneuse  | Royaume-Uni | Sun du Connecticut          | Franklin Pierce   |
| 28    | Abi Olajuwon       | Pivot    | États-Unis  | Sky de Chicago              | Oklahoma          |
| 29    | Alexis Rack        | Meneuse  | États-Unis  | Silver Stars de San Antonio | Mississippi State |
| 30    | Alexis Gray-Lawson | Meneuse  | États-Unis  | Mystics de Washington       | California        |
| 31    | Vivian Frieson     | Ailière  | États-Unis  | Shock de Tulsa              | Gonzaga           |
| 32    | Rashidat Junaid    | Pivot    | États-Unis  | Sparks de Los Angeles       | Rutgers           |
| 33    | Brittainey Raven   | Meneuse  | États-Unis  | Dream d'Atlanta             | Texas             |
| 34    | Tijana Krivačević  | Ailière  | Hongrie     | Storm de Seattle            | Hongrie           |
| 35    | Joy Cheek          | Ailière  | États-Unis  | Fever de l'Indiana          | Duke              |
| 36    | Nyeshia Stevenson  | Arrière  | États-Unis  | Mercury de Phoenix          | Oklahoma          |

## Pour approfondir